# Kernspin
Der Kernspin {\displaystyle {\vec {I}}} ist der Gesamtdrehimpuls eines Atomkerns um seinen Schwerpunkt. Sein Einfluss auf die Eigenschaften makroskopischer Materie oder Vorgänge kann gewöhnlich vernachlässigt werden, weshalb er auch erst Ende der 1920er Jahre entdeckt wurde. Untersuchungen des Kernspins sind jedoch wichtig zum Verständnis des Aufbaus von Atomkernen.
Da die Atomkerne (auch der leichteste, das Proton) immer zusammengesetzte Teilchen sind, handelt es sich beim Kernspin nicht um einen Spin {\displaystyle {\vec {s}}} im engeren Sinn.
Ausgenutzt wird der Kernspin vor allem für chemische Analysen (Kernspinresonanzspektroskopie) und für medizinische Untersuchungen (Kernspintomographie), beides aufgrund seiner magnetischen Eigenschaften.
Oft ist mit der Bezeichnung Kernspin nur seine Quantenzahl {\displaystyle I} gemeint, die folgende Werte annehmen kann:
{\displaystyle I=0,\,{\tfrac {1}{2}},\,1,\,{\tfrac {3}{2}},\,\ldots }
Als physikalischer Drehimpuls hat er dann die Größe
{\displaystyle |{\vec {I}}|=\hbar {\sqrt {I(I+1)}}}
mit der reduzierten Planck-Konstante {\displaystyle \hbar }.

## Zustandekommen
| Kern  | {\displaystyle Z} | {\displaystyle N} | {\displaystyle I} |
| ----- | ----------------- | ----------------- | ----------------- |
| 1H    | 1                 | 0                 | ½                 |
| 2H    | 1                 | 1                 | 1                 |
| 12C   | 6                 | 6                 | 0                 |
| 14N   | 7                 | 7                 | 1                 |
| 90Nb  | 41                | 49                | 8                 |
| 206Tl | 81                | 125               | 0                 |
| 209Bi | 83                | 126               | 4½                |

Der Spin eines Atomkerns lässt sich als Summe der Drehimpulse seiner Bestandteile – {\displaystyle Z} Protonen und {\displaystyle N} Neutronen – verstehen. Nach dem  Schalenmodell kann man diesen jeweils einen Bahndrehimpuls {\displaystyle {\vec {\ell }}} und einen Spin {\displaystyle {\vec {s}}} zuschreiben. Diese werden nach den quantenmechanischen Regeln der Addition von Drehimpulsen vektoriell addiert:
{\displaystyle {\vec {I}}=\sum _{i=1}^{A}({\vec {s}}_{i}+{\vec {\ell }}_{i})}
Die Spinquantenzahl von Proton und Neutron ist {\displaystyle s={\tfrac {1}{2}}} und die Bahndrehimpulsquantenzahl {\displaystyle \ell } immer ganzzahlig. Darum haben Kerne mit geradzahliger Massenzahl {\displaystyle A=Z+N} immer ganzzahligen Kernspin und solche mit ungerader Massenzahl immer halbzahligen Kernspin.
Energetisch besonders günstig ist ein Zustand, bei dem jeweils zwei Neutronen bzw. Protonen mit gleichem Bahndrehimpuls und entgegengesetztem Spin zu einem Paar mit Gesamtspin 0 koppeln. Wenn ein Kern aus einer geraden Zahl von Protonen und einer geraden Zahl von Neutronen besteht (gg-Kern), gehört im niedrigsten Energiezustand (Grundzustand) des Kerns jedes Proton und jedes Neutron zu einem Paar, dessen Drehimpulse sich zu 0 ergänzen. Daher haben alle gg-Kerne im Grundzustand den Kernspin 0. Wenn eine der beiden Zahlen {\displaystyle Z} und {\displaystyle N} ungerade ist, bestimmt dieses „überzählige“ Teilchen den Kernspin im Grundzustand. Oft lässt sich der Kernspin dann über das Schalenmodell vorhersagen. Bei doppelt ungeraden Kernen sind die Verhältnisse komplizierter.

## Magnetisches Moment
Atomkerne haben im Allgemeinen ein magnetisches Dipolmoment. Dieses ergibt sich zum einen aus der Bahnbewegung der elektrisch geladenen Protonen und zum anderen aus den intrinsischen magnetischen Momenten von Protonen und Neutronen. Das Neutron besitzt zwar keine elektrische Ladung, jedoch ein magnetisches Moment, und dieses ist seinem Spin entgegengesetzt gerichtet. Daher kann das magnetische Moment eines Kerns trotz positiver elektrischer Ladung antiparallel zum Kernspin ausgerichtet sein, z. B. beim Sauerstoff-Isotop {\displaystyle {}_{\;8}^{17}\mathrm {O} }.
Atomkerne mit Kernspin {\displaystyle I=0} sind nach den Regeln der Quantenmechanik kugelsymmetrisch und können daher kein magnetisches Moment haben. Dies betrifft insbesondere alle gg-Kerne im Grundzustand.

## Nutzungen
Genutzt wird der Kernspin – genauer: das mit ihm verbundene magnetische Moment – in der Kernspinresonanz. Im äußeren Magnetfeld hängt die Energie des Kerns davon ab, wie der Kernspin (und das damit verbundene magnetische Moment) zu diesem Feld ausgerichtet ist. Bei starken Magnetfeldern von einigen Tesla ergibt sich dadurch eine Aufspaltung des Energieniveaus des Grundzustands des Kerns in der Größenordnung von 10−25 J oder μeV, entsprechend einer Photonenfrequenz um 100 MHz (entspricht einer Radiofrequenz im Bereich der Ultrakurzwelle). Entsprechende elektromagnetische Strahlung kann über Resonanz von den Atomkernen absorbiert werden.

### Strukturanalyse
Bei der chemischen Strukturanalyse per Kernspinresonanzspektroskopie (engl. nuclear magnetic resonance, NMR) werden die Effekte beobachtet, die die umgebenden Elektronen und benachbarten Atome auf den Kernspin haben. Beispielsweise erzeugen Elektronen in der Nähe ein zusätzliches Magnetfeld, welches das äußere Feld entsprechend verstärkt oder abschwächt. Dadurch verschieben sich die Frequenzen, bei denen die Resonanzbedingung erfüllt ist.

### Medizin
Die Magnetresonanztomographie oder Kernspintomographie nutzt die Kernspinresonanz aus.
Kernspintomographen im medizinischen Einsatz messen in der Regel die Verteilung von Wasserstoff-Atomkernen (Protonen) im Körper. Anders als beim Röntgen können damit Veränderungen im Gewebe zumeist gut sichtbar gemacht werden. Für dreidimensionale Schnittbilder werden Magnetfelder mit einem Gradienten (also einem kontinuierlichen Anstieg der Stärke) verwendet, so dass aus der Frequenz, bei der die Resonanzbedingung erfüllt ist, auf die räumliche Lage geschlossen werden kann.

## Makroskopische Wirkungen
Als Drehimpuls ist der Kernspin in derselben Einheit {\displaystyle \hbar } gequantelt wie der Drehimpuls der Hülle, hat aber wegen seines über 1000-fach kleineren magnetischen Moments auf die magnetischen Eigenschaften von Atomen oder makroskopischen Stücken Materie nur äußerst geringfügige Auswirkungen. Bei sehr tiefen Temperaturen hingegen sind in einzelnen Fällen die Auswirkungen der Freiheitsgrade (Einstellmöglichkeiten) der Kernspins deutlich sichtbar:
- Die spezifische Wärme von Wasserstoffgas (H2) zeigt bei Temperaturen unter 100 K einen speziellen Temperaturverlauf. Dieser lässt sich nur dadurch erklären, dass die beiden Kerne (Protonen) der Gasmoleküle je einen Kernspin 1/2 besitzen, den sie in 3/4 der Moleküle parallel gestellt haben (Orthowasserstoff), in 1/4 der Moleküle antiparallel (Parawasserstoff). In beiden Fällen ist der Gesamtspin der beiden Kerne (und des Moleküls) ganzzahlig, jedoch fehlen im Orthowasserstoff alle Rotationsniveaus mit ungeradem Moleküldrehimpuls, im Parawasserstoff die mit geradem. Diese Einstellungen bleiben in den Gasmolekülen trotz der zahlreichen Stöße untereinander über Wochen erhalten. Durch diese Entdeckung wurde erstmals nachgewiesen, dass das Proton den Kernspin 1/2 hat.
- Die Bose-Einstein-Kondensation, die flüssiges Helium in einen superfluiden Zustand überführt, findet nur beim häufigen Isotop Helium-4 statt, nicht jedoch beim seltenen Helium-3. Der Grund ist, dass ein Helium-4-Kern einen Kernspin von 0 hat, der das ganze Atom zu einem Boson macht, während ein Helium-3-Kern einen Kernspin von 1/2 hat, der das ganze Atom zu einem Fermion macht. Das wirkt sich aus in der Symmetrie bzw. Antisymmetrie des quantenmechanischen Zustandes des flüssigen Heliums gegenüber Vertauschung zweier Atome und führt zu dem beschriebenen Unterschied im makroskopischen Verhalten der beiden Isotope.